# Kostel Stětí svatého Jana Křtitele (Týnec)
Kostel Stětí svatého Jana Křtitele v Týnci je římskokatolický kostel zasvěcený Stětí sv. Jana Křtitele. Je filiálním kostelem farnosti Moravská Nová Ves. Je chráněn jako kulturní památka.

## Historie

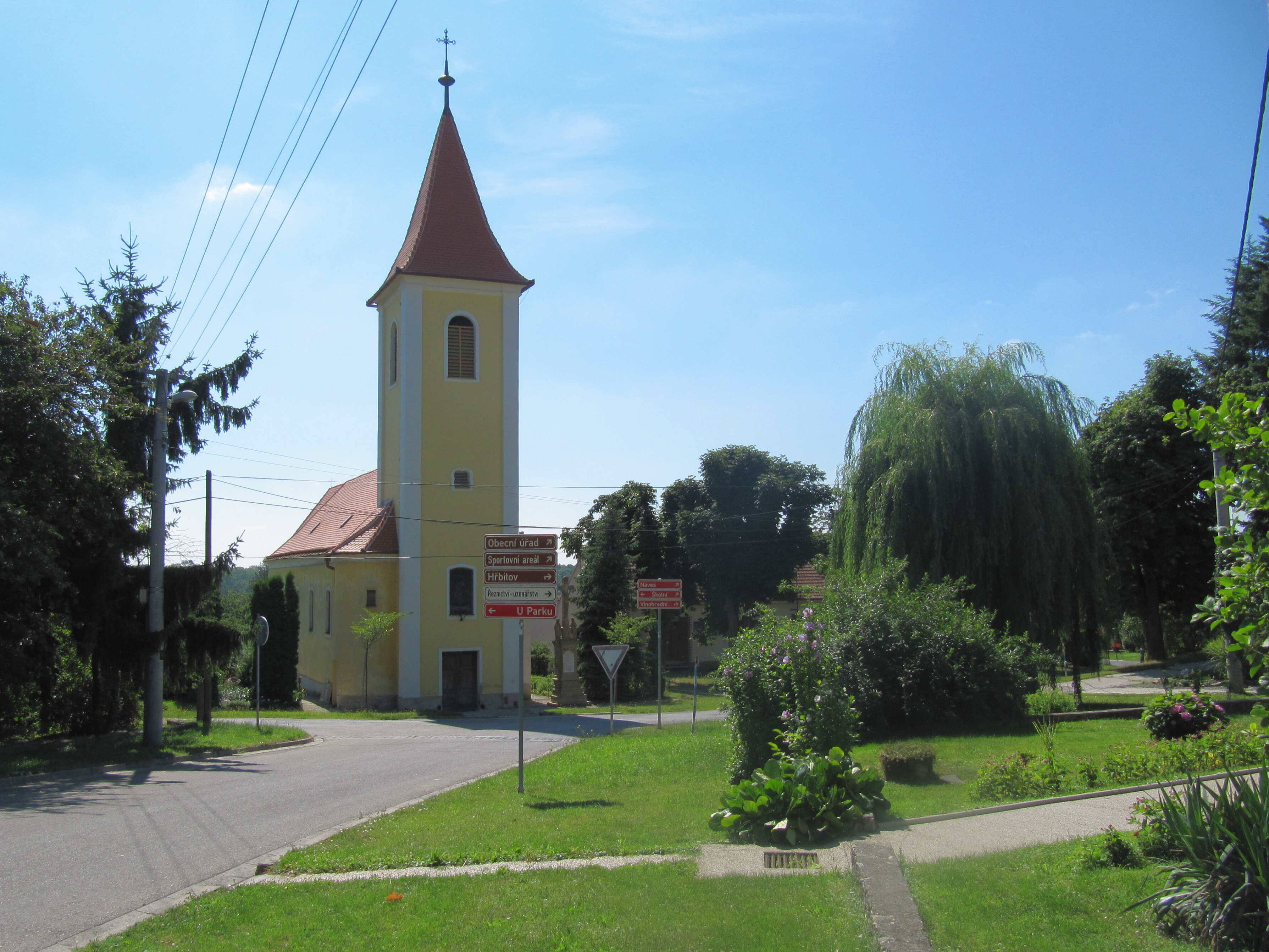
Pohled na kostel zepředu

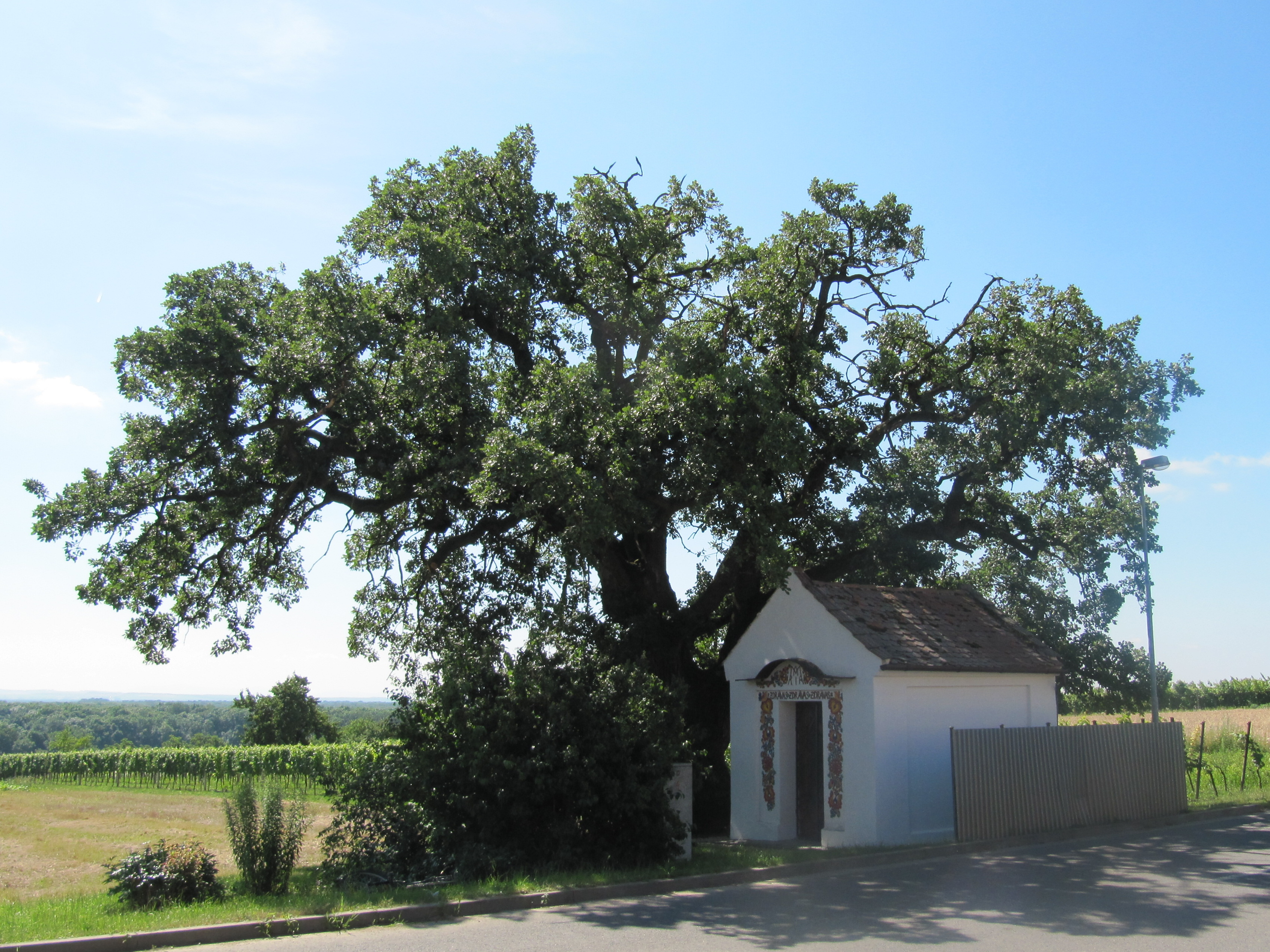
Dub, u něhož se měl dle pověsti stát zázrak

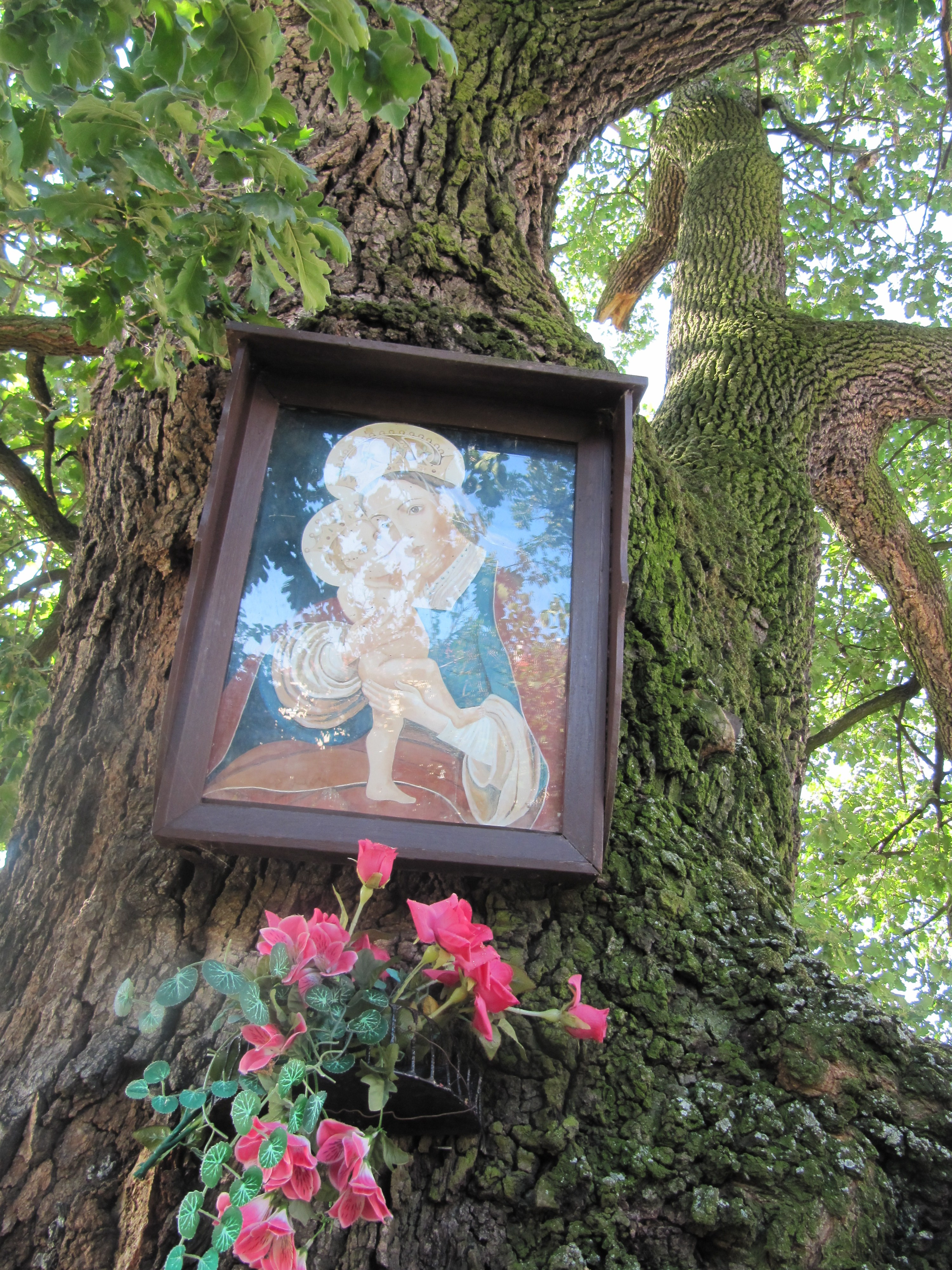
Svatý obrázek Madonny, visící na dubu, u něhož se dle pověsti měl stát zázrak

Dle pramenů stával v Týnci kostel již od 11. století. V období husitských válek byl kostel značně poškozen. Roku 1605 byl chrám téměř zničen nájezdem Bočkajovců. Mezi lety 1630–1638 byl kostel znovu obnoven. Dne 29. srpna 1680 se chrám vlivem dešťů sesunul ze svahu. Mezi lety 1767–1770, tedy téměř sto let po jeho zřícení, byl chrám rozhodnutím knížete Josefa Václava z Lichtenštejna znovu vystavěn.
Na konci 18. století se podle pověsti u nedalekého dubu, na kterém visel obrázek Panny Marie Pomocné, zjevila Panna Maria jednomu vojákovi. Aby nebyl svatý obrázek poškozen, bylo rozhodnuto, že bude přenesen do farního kostela sv. Jakuba v Moravské Nové Vsi. Během slavnostního průvodu se však koně vezoucí obrázek zastavili a odmítali jet dál. To bylo bráno jako znamení, aby obrázek Panny Marie v Týnci zůstal a proto byl namísto toho přenesen do zdejšího kostela. Kostel se od té doby stal poutním chrámem a proudily do něj spousty lidí. Proto byl roku 1792 rozšířen do dnešní podoby. Kolem kostela se v té době nacházel hřbitov.

## Exteriér
Vedle vstupu do chrámu stojí kamenný kříž. Vedle kostela se nachází kamenná socha sv. Jana Nepomuckého.